# Julio Pichardo
Julio Enrique Pichardo Ramos (10 gennaio 1990) è un calciatore cubano, di ruolo portiere.

## Carriera

### Club
Ha sempre giocato nel campionato cubano.

### Nazionale
Ha giocato la sua unica partita con la Nazionale cubana nel 2011.